# Танцевальное Евровидение
Танцевальное Евровидение (англ. Eurovision Dance Contest) — международный конкурс бальных танцев среди стран — членов Европейского вещательного союза (EBU).
В конкурсе участвовало по одной танцевальной паре от каждой страны, которые подали заявки на участие. Фестиваль проходил в прямом эфире. От каждой страны могла участвовать одна танцевальная пара, исполняющая танец любого стиля не более двух минут. После выступления всех участников наиболее популярная пара определялась путём голосования телезрителей и жюри, в котором участвуют все страны, выступавшие в финале.
Конкурс проходил ежегодно начиная с 2007 года и являлся всеевропейским аналогом оригинального британского телешоу «Strictly Come Dancing» (существует русская адаптация — «Танцы со звездами»).
Общая идея конкурса схожа с конкурсом песни «Евровидение», но в нём соревнуются исполнители танцев, а не певцы. C 2008 года в конкурсе появилось правило, что пара должна быть «танцор + звезда». Азербайджан и Греция не последовали этому правилу, но были допущены к конкурсу.

## История
Создать новый конкурс, который бы отличался от всех других конкурсов семьи «Евровидение» Европейский вещательный союз вдохновил британский проект «Strictly Come Dancing» (существует русская адаптация — «Танцы со звездами»). Позже Международная федерация танцевального спорта дала полномочия советнику ассоциации и бывшему руководителю спортивного отдела ВСЕ Ричарду Банну договориться с ЕВС по организации танцевального конкурса под брендом «Евровидение». Руководство ЕВС откликнулось на предложение Банна и дало разрешение на использование бренда «Евровидение».
Первый конкурс впервые прошёл в Лондоне (Великобритания) 1 сентября 2007 года. Участвовало шестнадцать стран, каждая из которых представила по одной танцевальной паре. Конкурс выиграла Финляндия, которую представляли Юсси Вяянанен и Катья Коуккула.
В 2008 году конкурс вновь состоялся в Великобритании, но уже в Глазго. Участвовало четырнадцать стран, каждая из которых представила по одной танцевальной паре. Конкурс выиграла пара из Польши, которую представляли Марчин Мрочек и Эдита Хербусь. Также на конкурсе 2008 года были внесены изменения в правила. Основным изменением в правилах стало то, что для участия в конкурсе более не допускались профессиональные пары. Как минимум один из танцоров должен быть непрофессионалом. Таким образом, большую часть участников составили конкурсанты местных шоу «Танцы со звёздами». Было введено и ещё одно большое изменение, которое заключалось в том, что пары должны выступать только с одним номером (продолжительность которого увеличена до двух минут) — в свободным стиле с национальным колоритом, — а не исполнять два танца, как на прошлом конкурсе..
В 2009 году конкурс планировалось провести 26 сентября в Баку (Азербайджан) в Спортивно-концертном комплексе имени Гейдара Алиева, но из-за недостаточного количества стран участников и низкого интереса к конкурсу (обусловленным финансовыми трудностями большинства европейских телекомпаний) было принято решение перенеси третий конкурс на 2010 год, а также провести ряд реформ в организации конкурса, призванных сделать его более привлекательным для участников и телезрителей, а также снизить финансовые затраты на проведение и трансляцию.
В январе 2010 года исполнительный супервайзер конкурса Сванте Стокселиус заявил:
«Танцевальное «Евровидение» пока отдыхает. По меньшей мере, в течение ближайших двух лет. Как известно, некоторое время назад произошел настоящий бум танцевальных шоу на телевидении. Началось все с первого шоу, которое появилось на Би-Би-Си, а потом постепенно присоединились и другие компании и страны, и Европейский Вещательный Союз посчитал, что будет целесообразно им организовать что-либо подобное. Однако постепенно этот бум стал стихать, и мы посчитали необходимым тоже на некоторое время отложить этот конкурс».Сванте Стокселиус, исполнительный супервайзер конкурса
После заявления 2010 года ЕВС не оглашал планы проведения конкурса в будущем, поэтому судьба конкурса на данный момент неизвестна.

## Формат
Общая концепция конкурса схожа с песенным конкурсом «Евровидение», за исключением того, что в нём соревновались не певцы, а исполнители бальных танцев. Каждая пара, представляющая свою страну, демонстрировала два полутораминутных танца: один из бально-латинской программы (аргентинское танго, ча-ча-ча, фокстрот, джайв, пасодобль, квикстеп, румба, салса, самба, танго, венский вальс, вальс) и один танец свободного стиля, в котором поощряется использование национальных черт и стилей. Права на используемую музыку должны быть очищены для использования на конкурсе.

## Страны-участницы

Карта Танцевального Евровидения:
Страна участвовала в конкурсе хотя бы раз
Страны могли участвовать, но были не заинтересованы в этом
Страна собиралась принять участие и даже подтверждала его

В танцевальном конкурсе «Евровидение» могли участвовать страны, входящие в Европейский вещательный союз или Совет Европы. Также в конкурсе участвовали частично расположенные в Европе и в Азии: Россия и Азербайджан.
Всего в конкурсе в разное время принимали участие 17 стран: Австрия, Азербайджан, Великобритания, Германия, Греция, Дания, Ирландия, Испания, Литва, Нидерланды, Польша, Португалия, Россия, Украина, Финляндия, Швейцария, Швеция.
В 2009 году в дебюте на конкурсе была заинтересована Беларусь.
Ещё тридцать две страны-членов ЕВС могли участвовать в конкурсе танцев Евровидение, но никогда этого не делали. В их число входят Армения, Албания, Алжир, Андорра, Бельгия, Болгария, Босния и Герцеговина, Ватикан, Венгрия, Грузия, Египет, Израиль, Иордания, Исландия, Италия, Кипр, Латвия, Ливан, Ливия, Люксембург, Северная Македония, Мальта, Марокко, Молдова, Монако, Норвегия, Румыния, Сан-Марино, Сербия, Словакия, Словения, Тунис, Турция, Франция, Хорватия, Черногория, Чехия, Эстония

### Уходы и дебюты
Чтобы распустить объединённые ячейки, нажмите на ячейку «Год».
| Год  | Место проведения | Дата            | ВУ      | Дебюты | Уходы                           | Победитель      |                 |
| ---- | ---------------- | --------------- | ------- | --- | ------------------------------- | --------------- | --------------- |
| 2007 | Великобритания   | 1 сентября      | 16      | 16: Австрия, Великобритания, Германия, Греция, Дания, Ирландия, Испания, Литва, Нидерланды, Польша, Португалия, Россия, Украина, Финляндия, Швейцария, Швеция | —                               | Финляндия       |                 |
| 2008 | Великобритания   | 6 сентября      | 14      | 1: Азербайджан | 3: Германия, Испания, Швейцария | Польша          |                 |
| 2009 | Азербайджан      | Конкурс отменен | 5 (нмо) | Конкурс отменен | Конкурс отменен                 | Конкурс отменен | Конкурс отменен |

## Победители

Количество побед по странам

### Список победителей по годам
| Год  | Страна          | Танцоры                        | Танцевальный стиль               | Баллы           | Отрыв           | Второе место    | Дата        | Место проведения |
| ---- | --------------- | ------------------------------ | -------------------------------- | --------------- | --------------- | --------------- | ----------- | ---------------- |
| 2007 | Финляндия       | Юсси Вяянанен и Катья Коуккула | Румба и пасодобль                | 132             | 11              | Украина         | 1 сентября  | Лондон           |
| 2008 | Польша          | Марчин Мрочек и Эдита Хербусь  | Румба, Ча-ча-ча и джазовый танец | 154             | 33              | Россия          | 7 сентября  | Глазго           |
| 2009 | Конкурс отменён | Конкурс отменён                | Конкурс отменён                  | Конкурс отменён | Конкурс отменён | Конкурс отменён | 26 сентября | Баку             |

### Количество побед по странам
| Победы | Страна    | Конкурс |
| ------ | --------- | ------- |
| 1      | Польша    | 2008    |
| 1      | Финляндия | 2007    |